# 1 E-5 m
Pour aider à comparer les ordres de grandeur des différentes longueurs, voici une liste d'objets et organismes dont la dimension est comprise entre 0,01 millimètre et 0,1 millimètre.
- 10 µm, largeur d'une fibre de coton
- 10,6 µm, longueur d'onde de la lumière émise par un laser à dioxyde de carbone
- 12 µm, largeur d'une fibre acrylique
- 13 µm, largeur d'une fibre de nylon
- 14 µm, largeur d'une fibre de polyester
- 17 µm, taille des excréments d'acarien (allergène)
- 50 µm, taille typique de Euglena gracilis, un protiste à flagelle
- 80 µm, diamètre moyen d'un cheveu humain (de 18 à 180 µm)